# 喜友名谅
喜友名谅（日语：／ Kiyuna Ryō，1990年7月12日—），日本男子空手道运动员。他曾代表日本参加2020年夏季奥林匹克运动会空手道比赛获得一枚金牌，並為全日本所有都道府縣當中唯一未有選手獲得過奧運金牌的沖繩縣填補了最後一塊拼圖。他也曾参加2018年亚洲运动会。